# Lets voetbalkampioenschap 1952
In 1952 werd het 9e voetbalseizoen gespeeld van de Letse SSR, voorheen was Letland onafhankelijk en speelden de clubs in de  Virslīga. 
FK AVN werd voor tweede keer kampioen. 

## Stand
| Pos | Team                | Wed | W  | G | V  | Ptn | DV | DT | +/− |
| --- | ------------------- | --- | -- | - | -- | --- | -- | -- | --- |
| 1   | AVN                 | 20  | 18 | 2 | 0  | 38  | 97 | 11 | +86 |
| 2   | Sarkanais Metalurgs | 20  | 17 | 2 | 1  | 36  | 56 | 11 | +45 |
| 3   | Spartak Riga        | 20  | 11 | 3 | 6  | 25  | 31 | 23 | +8  |
| 4   | Vulkans             | 20  | 10 | 2 | 8  | 22  | 48 | 29 | +19 |
| 5   | VEF                 | 20  | 9  | 3 | 8  | 21  | 57 | 31 | +26 |
| 6   | Daugava Talsi       | 20  | 9  | 3 | 8  | 21  | 31 | 53 | −22 |
| 7   | Dinamo Ventspils    | 20  | 7  | 2 | 11 | 16  | 20 | 54 | −34 |
| 8   | Dinamo Riga         | 20  | 4  | 6 | 10 | 14  | 26 | 54 | −28 |
| 9   | Dinamo Rezekne      | 20  | 5  | 2 | 13 | 12  | 17 | 48 | −31 |
| 10  | DzSK                | 20  | 3  | 4 | 13 | 10  | 18 | 54 | −36 |
| 11  | Daugava Rīga        | 20  | 1  | 3 | 16 | 5   | 17 | 50 | −33 |

## Kampioen
| Virslīga 1952              |
| Letland                    |
| -------------------------- |
| FK AVN Kampioen (2° titel) |